# Erwin Lichnofsky

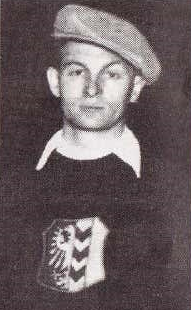
Erwin Lichnofsky.

Erwin Wilhelm Maria Lichnofsky, även Johann Lichnowski, född 6 augusti 1903 i Opava, död 25 februari 1974 i München, var en tjeckoslovakisk ishockeyspelare. Han var med i det tjeckoslovakiska ishockeylandslaget som kom på delad femte plats i Olympiska vinterspelen 1928 i Sankt Moritz.